# Ljungsjöarna (Undersåkers socken, Jämtland, 698842-133720)
Ljungsjöarna är en sjö i Åre kommun i Jämtland och ingår i Ljungans huvudavrinningsområde. Ljungsjöarna ligger i Vålådalen Natura 2000-område.